# Anthony LaBounty
Anthony LaBounty is een Amerikaanse componist, muziekpedagoog, dirigent en trompettist.

## Levensloop
LaBounty studeerde muziek aan de Universiteit van Arizona in Tucson en behaalde aldaar zijn Bachelor of Music. Vervolgens studeerde hij aan de Universiteit van Illinois te Urbana-Champaign in Urbana en behaalde zijn Master of Music. Vanaf 1988 is hij als docent  voor muziekopleiding verbonden aan de Universiteit van Nevada (UNLV) in Las Vegas en tegelijkertijd dirigent van verschillende harmonieorkesten van deze institutie, zoals de UNLV "Star of Nevada" Marching Band, de University of Nevada Las Vegas Symphonic Winds, de UNLV "Runnin' Rebel" Basketball Pep Band en de UNLV Community Concert Band. Hij was ook gastdirigent in Europa, in Japan, Mexico en in de Volksrepubliek China. LaBounty is eveneens een veel gevraagd jurylid bij concoursen in binnen- en buitenland.
Als componist schrijft hij vooral werken voor harmonieorkest en kamermuziek. LaBounty is lid van de National Band Association, de Texas Music Educators Association, de International Trumpet Guild en erelid van de componisten broederschappen Phi Kappa Phi en Phi Delta Kappa.

## Composities

### Werken voor harmonieorkest
- 2007 Le Sentier "The Path"
- 2008 Prayer For Asia[1][2]
- 2009 How Deep The Father’s Love For Us
- 2010 Sharakan
- 2012 Salmo Della Rinascita
- 2013 Favor and Treasure

## Publicaties
- An Interview with Dr. Harry Begian: Special Remembrances and Candid Observations, in: NBA Journal - Official Publication of the "National Band Association", Vol. XXXXVIII, No. 3, May 2008, pp. 34-43